# Епски филм
Епски филмови подразумевају стил снимања филмова великих размера, широког обима и спектакла. Употреба термина се временом променила, понекад означавајући филмски жанр, а понекад једноставно синоним за снимање филмова са великим буџетом. Попут епова у класичном књижевном смислу, често је фокусиран на јуначког лика. Амбициозна природа епа помаже да се одвоји од других врста филма, као што су периодични или авантуристички филм.
Епски историјски филмови обично би узимали историјски или митски догађај и додавали екстравагантну поставку и раскошне костиме, праћене експанзивном музичком партитуром са ансамблом, што би их сврстало међу најскупље филмове за продукцију. Најчешћи субјекти епских филмова су краљевске породице и важне личности из различитих периода светске историје.